# Wolf-Lüder Liebermann

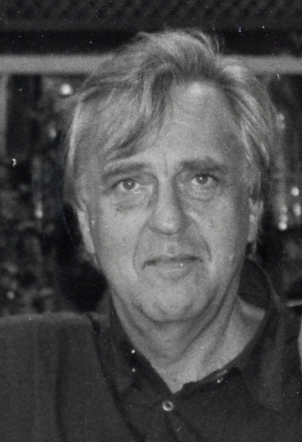
Wolf-Lüder Liebermann

Wolf-Lüder Liebermann (* 30. Januar 1941 in Gießen) ist ein deutscher klassischer Philologe.

## Leben
Nach dem Abitur am humanistischen Karl-Friedrich-Gymnasium Mannheim (1960) studierte Liebermann evangelische Theologie und gleichzeitig, bald vorrangig, Klassische Philologie, Vergleichende Sprachwissenschaft und Philosophie an der Philipps-Universität Marburg und der Ruprecht-Karls-Universität Heidelberg (besonders bei Uvo Hölscher und Viktor Pöschl). Dort legte er 1967 das Staatsexamen (Latein, Griechisch) ab. 1968 folgte die Promotion in den Fächern Latein, Griechisch und Vergleichende Sprachwissenschaft. Anschließend war er als wissenschaftlicher Assistent am Sprachwissenschaftlichen Seminar der Universität Heidelberg tätig, dann zunächst in gleicher Funktion, später als Akademischer Rat am Philologischen Seminar der Universität Heidelberg (1969 Forschungsaufenthalt in London und Oxford, 1979/1980 einjähriger Forschungsaufenthalt an der University of Toronto).
1982 nahm Liebermann die Berufung an die Kirchliche Hochschule Bethel/Bielefeld als Hochschullehrer für Klassische Philologie an, seitdem hat er zugleich an der Universität Bielefeld regelmäßig Lehrveranstaltungen durchgeführt sowie weitere durch die Kooperation bedingte Funktionen übernommen. Hier erfolgte 1983 die Habilitation für Klassische Philologie, 1989 die Ernennung zum außerplanmäßigen Professor. Im Jahr 2000 entschied sich Liebermann zur Umhabilitation an die Justus-Liebig-Universität Gießen, 2001 wurde er dort erneut zum außerplanmäßigen Professor ernannt. Er hat zahlreiche Gast- und Vertretungsprofessuren wahrgenommen, so an den Universitäten Bielefeld, Gießen, Tübingen, Graz, Saarbrücken und Basel.

## Forschungsschwerpunkte
Seine hauptsächlichen Arbeitsgebiete sind die lateinische Literatur der klassischen und nachklassischen Zeit, insbesondere die Poesie und hier der Tragödiendichter Seneca, außerdem die Literaturtheorie und Hermeneutik sowie die antike Philosophie, insbesondere die Ethik des Marcus Tullius Cicero.